# Potomci Skytů
Potomci Skytů (Нащадки скіфів) je vědeckofantastický román pro mládež ukrajinského sovětského spisovatele Volodymyra Vladka z roku 1939 (přepracované vydání je roku 1958). Román patří do subžánru tzv. ztracených říší, protože se odehrává ve velké podzemní jeskyni, kde žije ztracený kmen Skytů, který nemá kontakt s okolním světem. Dobrodružný děj autor využívá pro historický výklad života a zvyků skytských kočovníků.

## Obsah románu
Skupina čtyř sovětských vědců studuje původ mohyl v ukrajinských černomořských stepích. V jedné jeskyni se pak snaží najít zlatý poklad, který tam podle nalezeného dokumentu zanechal muž jménem Pronis. Při archeologickém a geologickém průzkumu této jeskyně se vědci nechtěně dostanou při odstraňování závalu do obrovské podzemní prostory, kde objeví kočovný kmen pravěkých Skytů, který se sem kdysi dostal a byl odříznut od světa. Kmen je rozdělen na bohaté a chudé a na svobodné a otroky. 
Vědci upadnou do zajetí a nechtěně se dostanou do probíhajícího boje o moc v kmeni. Zosobněním zla je šaman Dobrataj, jeho soupeřem je jeho bratr z otcovy strany náčelník Skolot, jehož úmysly však také nejsou zcela čisté, neboť chce vědce využít proti Dobratajovi. Ten je zdánlivě poražen a tváří se, že se chce se Skolotem usmířit. Jako dar mu přinese zlatou sovu, kterou mu vloží do poháru vína, které tím otráví. Skolot umírá a náčelníkem se stává Skolotův znetvořený syn Hartak, který je Dobratajovou loutkou. 
Vědci využijí povstání otroků a podaří se jim uprchnout do jejich tábora. Při bojích s Dobratajovými vojáky použijí dynamit, který mají sebou. Dobrataj je přitom zabit a vědcům se výbuchem otevře cesta zpět do jeskyně. Všechny přístupové cesty ke skytském u kmeni jsou však zavaleny. Podaří se jim však nakonec najít Pronisův poklad, obrovskou zlatou žílu. Všichni jsou nadšeni, jaký to bude důstojný dar pro jejich vlast.

## Česká vydání
- Potomci Skytů, SNDK, Praha 1963, přeložila Hana Pražáková, znovu Albatros, Praha 1986.